# Alfred Duvaucel
Alfred Duvaucel (Bièvres, 4 febbraio 1793 – Madras, agosto 1824) è stato un naturalista francese, figliastro di Georges Cuvier.

## I viaggi nell'Asia meridionale

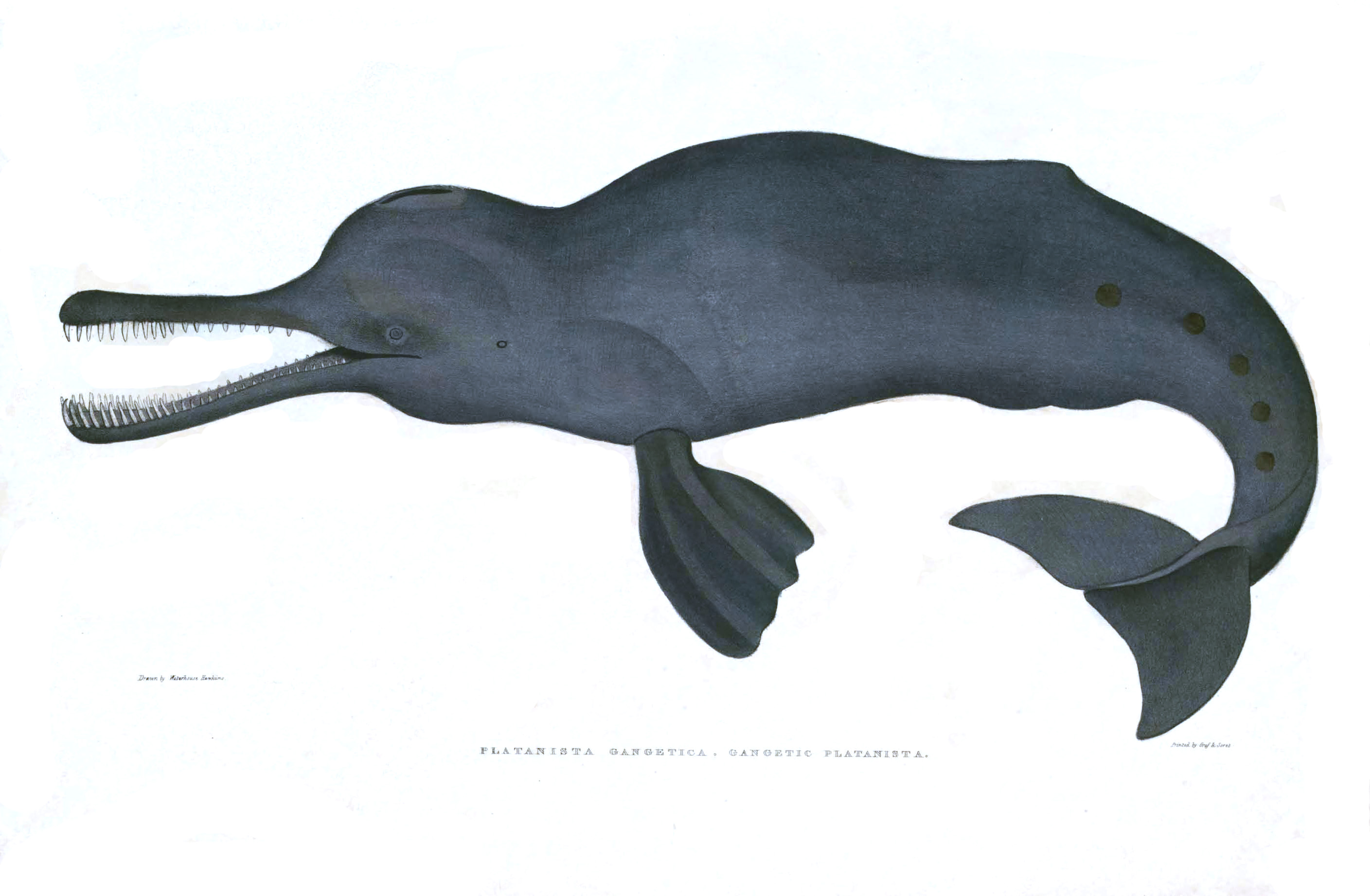
Delfino del Gange in un disegno di Benjamin Waterhouse Hawkins (1834).

Nel dicembre 1817 partì per l'India e arrivò a Calcutta nel maggio 1818, dove conobbe Pierre-Médard Diard. Insieme si recarono a Chandernagore, all'epoca sede commerciale della Compagnia francese delle Indie orientali, dove iniziarono a raccogliere animali e piante per il Muséum national d'histoire naturelle di Parigi. Arruolarono dei cacciatori che ogni giorno portavano loro esemplari vivi e morti, che descrivevano, disegnavano e classificavano. Talvolta si recavano a caccia loro stessi e ricevettero vari oggetti di interesse naturale dai raja locali. Coltivavano piante autoctone nel giardino della loro proprietà in affitto e allevavano gli uccelli acquatici in una piscina. Nel giugno 1818 inviarono per la prima volta a Parigi il materiale raccolto, che comprendeva lo scheletro di un delfino del Gange, la testa di un bue tibetano, alcune specie di uccelli poco conosciuti, campioni di minerali e il disegno di un tapiro dalla gualdrappa che avevano visto nel serraglio del governatore britannico Francis Rawdon-Hastings. In seguito inviarono una giovane capra cashmere, fagiani e uccelli vari.
Nel dicembre 1818 Thomas Stamford Raffles li invitò ad accompagnarlo nei suoi viaggi e a continuare la loro opera di raccolta nei luoghi in cui doveva recarsi per i suoi viaggi ufficiali. Si offrì anche di allestire un serraglio nella sua residenza a Bencoolen. I due decisero quindi di lasciare lì la loro collezione zoologica e partirono alla fine di dicembre. A Pulau Pinang raccolsero due nuove specie di pesci e alcuni uccelli. Nell'Achem raccolsero solo poche piante, insetti, uccelli, serpenti, pesci e due cervi. A Malacca acquistarono un orso, un fagiano argo e alcuni uccelli. A Singapore riuscirono ad impossessarsi di un dugongo, del quale realizzarono alcuni disegni e una descrizione che Raffles inviò alla Royal Society e che furono pubblicati in Inghilterra nel 1820. Al loro ritorno a Bencoolen, Raffles confiscò gran parte della collezione e consegnò loro copie dei disegni, descrizioni e annotazioni. Duvaucel e Diard si salutarono, spedirono la loro parte in un magazzino di Calcutta e poi si separarono.

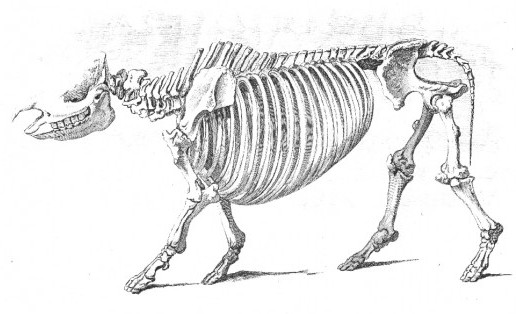
Lo scheletro di un rinoceronte di Sumatra (1821).

Duvaucel si recò a Padang, dove trascorse qualche mese raccogliendo esemplari di tapiro dalla gualdrappa, rinoceronte di Sumatra, varie specie di scimmie, rettili e cervi. Arrivò a Calcutta con 14 casse piene di animali imbalsamati, scheletri, pelli e alcune scimmie vive.
Duvaucel fece ritorno a Chandernagore e partì per alcune escursioni. Nel luglio 1821 si imbarcò sul fiume Hooghly, visitò le città di Hooghly e Guptipara e proseguì lungo il Gange fino a Dacca. Da lì si recò a Sylhet e chiese il permesso a un capo khasi di esplorare le montagne di Cossya (Khasi Hills) e Gentya (Jaintia Hills) a nord di Sylhet (l'attuale stato indiano di Meghalaya). A dicembre tornò a Calcutta con una vasta collezione zoologica, ma da allora iniziò a soffrire di febbri della giungla. Ciononostante, progettò di recarsi in Tibet nel settembre del 1822. Tuttavia, a causa di circostanze politiche, non gli fu concesso il permesso di entrare in Tibet e dovette limitare i suoi viaggi al territorio di Benares, nel Bengala. Anche se avrebbe potuto recarsi a Katmandu nel «Nepaul», non abbiamo la certezza se sia stato effettivamente lì.
Duvaucel morì a Madras nell'agosto 1824, ma un suo necrologio fu pubblicato solamente nell'aprile 1825.
Dieci anni dopo la sua morte, in Francia circolavano voci secondo cui era stato sbranato da una tigre.

## Pubblicazioni
Nel febbraio 1820 la Società Asiatica di Calcutta pubblicò l'articolo «Sur une nouvelle espèce de Sorex - Sorex Glis» scritto congiuntamente da Duvaucel e Diard, comprendente la prima descrizione della tupaia, correlata di disegno.
Dopo il ritorno di Duvaucel da Sylhet, la Società Asiatica pubblicò il suo articolo «On the Black Deer of Bengal», correlato dal disegno di una nuova specie di cervo che il naturalista aveva osservato nel Bengala, a Sumatra e sulle montagne a nord di Sylhet.

## Eredità scientifica

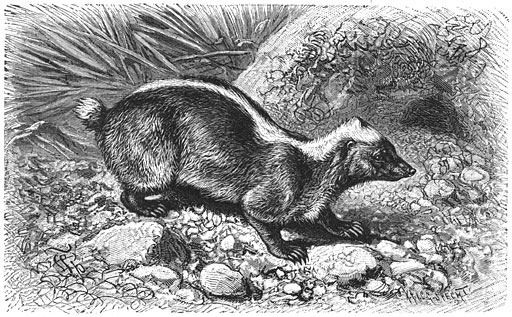
Il tasso malese.

Il Museo di Storia Naturale di Parigi ricevette quasi 2000 esemplari di animali che Diard e Duvaucel raccolsero durante i loro viaggi a Sumatra e Giava in poco più di un anno. Essi includevano 88 specie di mammiferi, 630 specie di uccelli e 59 specie di rettili, tra cui esemplari impagliati, pelli, scheletri, disegni e descrizioni di rinoceronti di Sumatra, rinoceronti di Giava, tapiri dalla gualdrappa, gibboni, presbiti, due specie nuove alla scienza di volpi volanti, tupaie, tassi malesi, binturong e donnole dai piedi nudi. Alcune di queste specie furono descritte per la prima volta dagli zoologi francesi che lavoravano nel museo. Anselme Gaëtan Desmarest descrisse il tapiro dalla gualdrappa nel 1819; il tasso malese e il Paradoxurus hermaphroditus bondar, una sottospecie della civetta delle palme comune, nel 1820; il pangolino di Giava, la donnola dai piedi nudi e il genere Semnopithecus nel 1822.

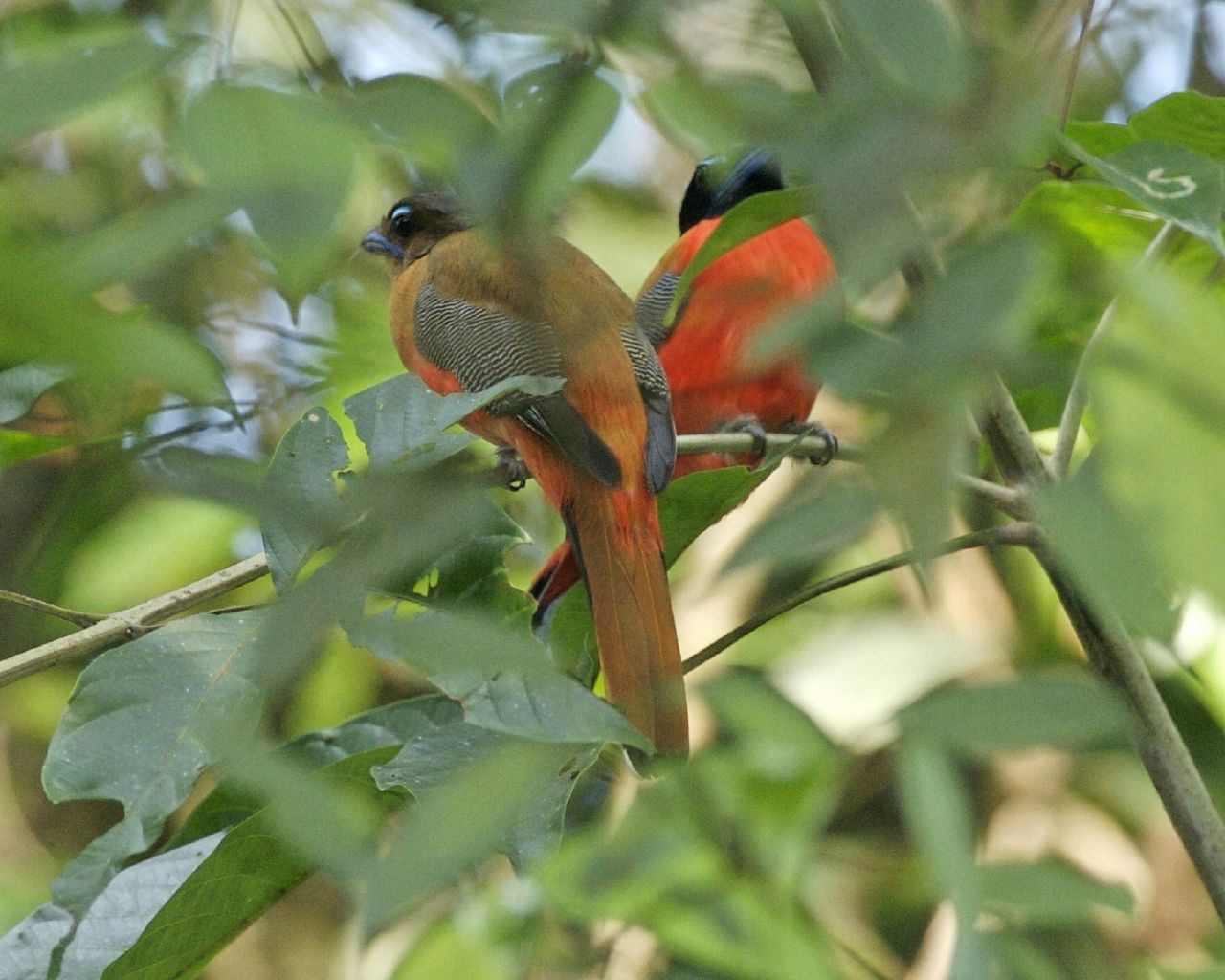
Il trogone Harpactes duvaucelii.

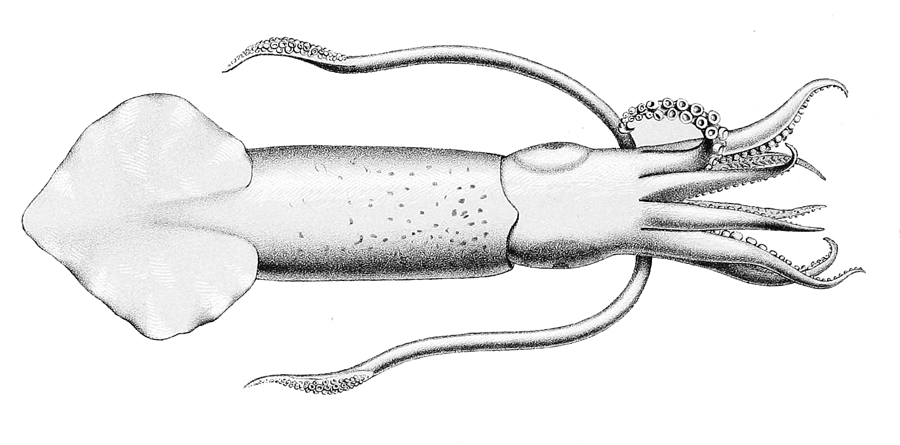
Il calamaro Uroteuthis duvauceli.

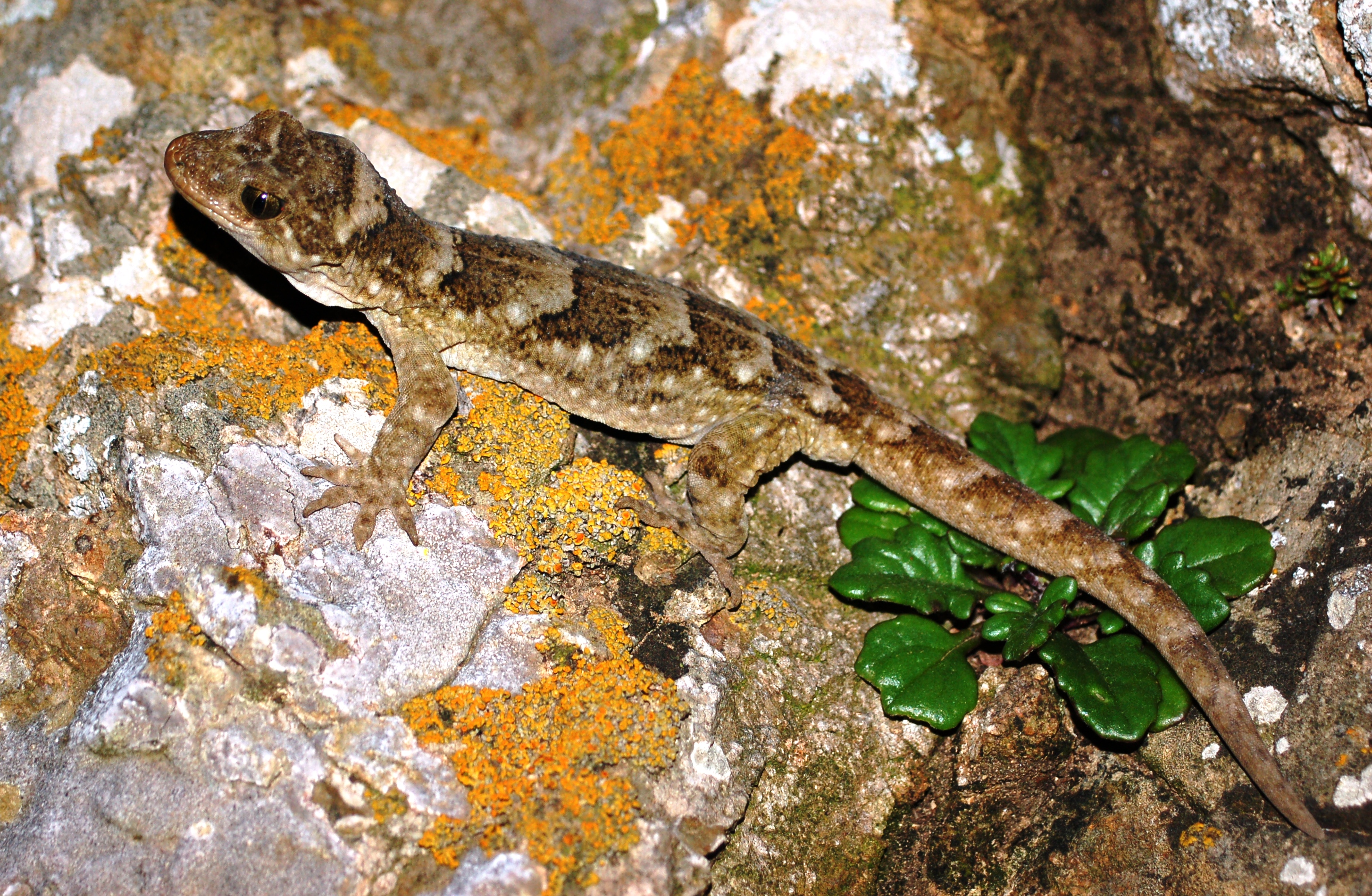
Il geco di Duvaucel.

Nel 1821 Raffles pubblicò le descrizioni delle specie che raccolse assieme a Diard e Duvaucel a Sumatra, comprese le prime descrizioni di specie nuove alla scienza, come l'orso malese, il binturong, il macaco granchivoro, il presbite rosso, il siamango, il presbite dalla cresta, il ratto del bambù maggiore, la tupaia maggiore e lo scoiattolo gigante pallido.
Tra i numerosi disegni, scheletri, pelli e altre parti del corpo di animali che Duvaucel inviò al Museo di Storia Naturale vi erano la testa, la pelliccia e le zampe di un animale delle montagne a nord dell'India ancora sconosciuto in Europa, che Frédéric Cuvier nel 1825 descrisse come Ailurus fulgens.
Il nome di Alfred Duvaucel viene tuttora onorato dal nome scientifico di varie specie:
- il barasinga (Rucervus duvaucelii G. Cuvier, 1823);
- il trogone dal groppone scarlatto (Harpactes duvaucelii Temminck, 1824);
- la pavoncella di fiume (Vanellus duvaucelii Lesson, 1826);
- il calamaro Loligo duvaucelii, syn. di Uroteuthis duvauceli d'Orbigny, 1835;
- il goral Naemorhedus duvaucelii C. H. Smith, 1827, syn. di Naemorhedus goral Hardwicke, 1825[14];
- la volpe volante dal muso corto Pachysoma duvaucelii I. Geoffroy, 1828, syn. di Cynopterus brachyotis;
- la falena Psichotoe duvauceli Boisduval, 1829[15];
- il barbuto orecchie nere (Psilipogon duvaucelii), descritto originariamente come Bucco duvauceli Lesson, 1831[16] e successivamente ribattezzato Xantholæma duvaucelii Horsfield e Moore, 1856[17], Megalaima duvaucelii Moore, 1859[18] e Mesobucco duvauceli Shelley, 1891[19], e considerato fino ad epoca recente una sottospecie del barbuto orecchie azzurre[20];
- la malcoha di Duvaucel (Bubutus duvaucelii Lesson, 1831)[21], in seguito classificata in Rhinortha da Shelley[22];
- il geco di Duvaucel (Hoplodactylus duvaucelii Duméril e Bibron, 1836);
- l'ape mellifera indiana Macrocera duvaucelii Lepeletier, 1842, syn. di Tetralonia duvaucelii[23];
- il pesce d'acqua dolce Rohita duvaucelii Valenciennes, 1842, syn. di Osteobrama vigorsii[24];
- il barbo Barbus duvaucelii Valenciennes, 1842, syn. di Systomus sarana[25];
- il barbo Leuciscus duvaucelii Valenciennes, 1844, syn. di Puntius sophore[26].